# UCIヨーロッパツアー2009-2010
UCIヨーロッパツアー2009-2010は、2009年と2010年にまたがって開催される、国際自転車競技連合（UCI）が主催するロードレースのヨーロッパ地域におけるシリーズ戦。

## 日程と優勝者

### 2009年10月
| 日時 | レース名                   | UCI Rat. | 優勝者                       | チーム名     |
| ---- | -------------------------- | -------- | ---------------------------- | ------------ |
| 21   | クロノ・デ・ナシオン       | 1.1      | アレクサンドル・ヴィノクロフ | アスタナ     |
| 21   | クロノ・デ・ナシオン (U23) | 1.2U     | ロマン・ルマルシャン         | オベール・93 |

### 2010年1月
| 日時   | レース名                                                 | UCI Rat. | 優勝者                 | チーム名                             |
| ------ | -------------------------------------------------------- | -------- | ---------------------- | ------------------------------------ |
| 30-2/2 | ジロ・デッラ・プロヴィンチャ・ディ・レッジョ・カラブリア | 2.1      | マッテオ・モンタグティ | デ・ローザ＝スタック・プラスティック |
| 31     | グランプリ・ドゥヴェルテュール・ラ・マルセイエーズ       | 1.1      | ジョナタン・イヴェール | ソール・ソジャスュン                 |

### 2010年2月
| 日時  | レース名                                   | UCI Rat. | 優勝者                       | チーム名                             |
| ----- | ------------------------------------------ | -------- | ---------------------------- | ------------------------------------ |
| 3-7   | エトワール・ド・ベセージュ                 | 2.1      | サミュエル・デュムラン       | コフィディス                         |
| 6     | グランド・プリモ・コスタ・デリ・エトルスキ | 1.1      | アレッサンドロ・ペタッキ     | ランプレ・ファルネーゼ・ヴィーニ     |
| 7     | トロフェオ・マリョルカ                     | 1.1      | ロビー・マキュアン           | チーム・カチューシャ                 |
| 8     | トロフェオ・カラ・ミリョル＝カラ・ボナ     | 1.1      | オスカル・フレイレ           | ラボバンク                           |
| 9     | トロフェオ・インカ                         | 1.1      | リーヌス・ゲルデマン         | チーム・ミルラム                     |
| 10    | トロフェオ・デイア                         | 1.1      | ルイ・コスタ                 | ケス・デパーニュ                     |
| 10-14 | ツール・メディテラネアン                   | 2.1      | アレハンドロ・バルベルデ     | ケス・デパーニュ                     |
| 12    | トロフェオ・カルビア                       | 1.1      | アンドレ・グライペル         | チーム・HTC - コロンビア             |
| 17-21 | ヴォルタ・アン・アルガルヴェ               | 2.1      | アルベルト・コンタドール     | アスタナ                             |
| 20    | トロフェオ・ライゲリア                     | 1.1      | フランチェスコ・ジナンニ     | アンドローニ・ジョカットーリ         |
| 20-21 | ツール・デュ・オー・ヴァル                 | 2.1      | クリストフ・ル・メヴェル     | フランセーズ・デ・ジュー             |
| 21-25 | ブエルタ・ア・アンダルシア                 | 2.1      | マイケル・ロジャース         | チーム・HTC - コロンビア             |
| 23-27 | ジロ・ディ・サルデーニャ                   | 2.1      | ロマン・クロイツィガー       | リクイガス・ドイモ                   |
| 27    | ベヴェルベーク・クラシック                 | 1.2      | ヤニック・エイセン           | PWS・エイセン                        |
| 27    | オムロープ・ヘット・ニウスブラート         | 1.HC     | フアン・アントニオ・フレチャ | チーム・スカイ                       |
| 28    | ブークル・デュ・スュド・アルデシュ         | 1.1      | クリストフ・リブロン         | AGR2・ラ・モンディアル               |
| 28    | グランプリ・デ・ルガーノ                   | 1.1      | ロベルト・フェッラーリ       | デ・ローザ＝スタック・プラスティック |
| 28    | クールネ〜ブリュッセル〜クールネ           | 1.1      | ボビー・トラクセル           | ヴァカンソレイユ                     |
| 28    | クラッシカ・サルダ・オルビア＝パントージャ | 1.1      | ジョヴァンニ・ヴィスコンティ | ISD・ネーリ                          |
| 28    | クラシカ・デ・アルメリア                   | 1.1      | テオ・ボス                   | サーヴェロ・テストチーム             |

### 2010年3月
| 日時   | レース名                                                  | UCI Rat. | 優勝者                     | チーム名                                    |
| ------ | --------------------------------------------------------- | -------- | -------------------------- | ------------------------------------------- |
| 3      | ル・サミン                                                | 1.1      | イェンス・ククレイル       | コフィディス                                |
| 3      | ジロ・デル・フリオウリ                                    | 1.1      | ロベルト・フェッラーリ     | デ・ローザ - スタック・プラスティック       |
| 3-7    | ブエルタ・ア・ムルシア                                    | 2.1      | フランティシェク・ラボニ   | チーム・HTC - コロンビア                    |
| 5-7    | 西フラーンデレン3日間                                     | 2.1      | イェンス・ククレイル       | コフィディス                                |
| 6      | モンテパスキ・ストラーデ・ビアンケ                        | 1.1      | マクシム・イグリンスキー   | アスタナ                                    |
| 6      | デ・フラームス・パイル                                    | 1.2      | クリントン・アヴェリ       | PWS・エイセン                               |
| 7      | トロフェオ・ツススディ                                    | 1.2      | マルコ・クンプ             | アドリア・モービル                          |
| 7      | グランプリ・ド・リエール                                  | 1.2      | ブノワ・ダーニンク         | ルーベ・リユ・メトロポール                  |
| 14     | トロフェオ・フランコ・バレストラ                          | 1.2      | アレクサンドル・ミノロフ   | イテラ・カチューシャ                        |
| 14     | パリ〜トロワイエ                                          | 1.2      | セドリック・ピノー         | ルーベ・リユ・メトロポール                  |
| 14     | オムロープ・ファン・ヘット・ワースラント                  | 1.2      | ドニ・フラオ               | ISD・コンチネンタル                         |
| 14     | ポレツ・トロフィー                                        | 1.2      | マテイ・グレズダ           | アドリア・モービル                          |
| 17     | ノケル〜クルス                                            | 1.1      | イェンス・ククレイル       | コフィディス                                |
| 18-20  | イストリアン・スプリング・トロフィー                      | 2.2      | ロベルト・ヴレチェル       | ペルトニナ・プトゥイ                        |
| 20     | クラシク・ロワール・アトランティク                        | 1.2      | ローラン・マンジェル       | ソール・ソジャスュン                        |
| 21     | ロンド・ファン・ヘット・フルーヌ・ハルト                  | 1.1      | イェンス・マウリス         | ヴァカンソレイユ                            |
| 21     | グランプリ・ショレ〜ペイス・ド・ラ・ロワール              | 1.1      | レオナルド・ドゥケ         | コフィディス                                |
| 21     | グラン・プレミオ・サン・ジュゼッペ                        | 1.2      | エンリコ・バッタリン       | ザルフ・デシレー・フィオル                  |
| 21     | ラ・ルー・トゥランジェル                                  | 1.2      | ヤン・ギュイオ             | AC・ノワイアル - シャティヨン・ソジャスュン |
| 22-28  | ツール・ド・ノルマンディ                                  | 2.2      | ロナン・ファンザントベーク | ファンフリート - EBH・エルスホフ            |
| 23-27  | セッティマーナ・インテルナツィオナーレ・コッパ & バルタリ | 2.1      | イヴァン・サンタロミタ     | リクイガス・ドイモ                          |
| 24     | ドワルス・ドール・フラーンデレン                          | 1.1      | マティ・ブレシェル         | チーム・サクソバンク                        |
| 26-28  | グランプリ・デュ・ポルトガル                              | 2.Ncup   | トム・デュムラン           | オランダ                                    |
| 27     | E3プライス・フラーンデレン                                | 1.HC     | ファビアン・カンチェラーラ | チーム・サクソバンク                        |
| 27-28  | クリテリウム・アンテルナシオナル                          | 2.HC     | ピエリック・フェドリゴ     | Bbox ブイグテレコム                         |
| 30-4/1 | デ・パンネ3日間                                           | 2.HC     | デヴィッド・ミラー         | ガーミン・トランジションズ                  |
| 31-4/5 | セッティマーナ・チクリスタ・ロンバルディア                | 2.1      | ミケーレ・スカルポーニ     | アンドローニ・ジョカットーリ                |

### 2010年4月
| 日時   | レース名                                                         | UCI Rat. | 優勝者                               | チーム名                                        |
| ------ | ---------------------------------------------------------------- | -------- | ------------------------------------ | ----------------------------------------------- |
| 2      | ルート・アデリ・ド・ヴィトレ                                     | 1.1      | シリル・ゴティエ                     | Bbox ブイグテレコム                             |
| 2-2    | ラ・ブークル・ド・ラルトワ                                       | 2.2      | エヴァルダス・シスケヴィチウス       | ラ・ポム・マルセイユ                            |
| 2-4    | ル・トリプティク・デ・モント・エ・シャトー                       | 2.2      | イェトス・ボル                       | ラボバンク・コンチネンタル                      |
| 3      | ヘル・ファン・ヘット・メルヘラント                               | 1.1      | ヤン・ユゲ                           | スキル・シマノ                                  |
| 3      | グラン・プレミオ＝ミゲル・インドゥライン                         | 1.HC     | ホアキン・ロドリゲス                 | チーム・カチューシャ                            |
| 4      | グランプリ・ド・ノジャン＝スュロワーズ                           | 1.2      | ヴィタウタス・カウパス               | コンチネンタルチーム・ディフェルダンジュ        |
| 4      | トロフェオ・バンカ・ポポラーレ                                   | 1.2U     | アンドレア・パスクァロン             | ザルフ-デジレ-フィオル                          |
| 5      | ルント・ウム・ケルン                                             | 1.1      | フアン・ホセ・アエド                 | チーム・サクソバンク                            |
| 5      | ジロ・デル・ベルヴェデーレ                                       | 1.2U     | シアルヘイ・パポク                   | サン・マルコ・コンクレテ                        |
| 6      | グラン・プレミオ・パリオ・デル・レチオート                       | 1.2U     | ブラジュ・フルディ                   | スロベニア                                      |
| 6-9    | シルキュイ・ド・ラ・サルト                                       | 2.1      | ルイス・レオン・サンチェス           | ケス・デパーニュ                                |
| 7      | スヘルデプライス                                                 | 1.HC     | タイラー・ファーラー                 | ガーミン・トランジションズ                      |
| 8      | グランプリ＝ピノ・チェラミ                                       | 1.1      | ユーレ・コツヤン                     | カルミオーロ・NGC                               |
| 8-11   | シントゥロン・ア・マリョルカ                                     | 2.2      | セルヒオ・マンテコン                 | オステレリア・デ・カニャテ＝ナガレス            |
| 9-11   | シルキュイ・デ・アルダンヌ                                       | 2.2      | ミハイル・アントノフ                 | イテラ・カチューシャ                            |
| 10     | ロンド・ファン・ドレンテ                                         | 1.1      | アルベルト・オンガラート             | ヴァカンソレイユ                                |
| 10     | ロンド・ファン・フラーンデレン・エスポワール                     | 1.Ncup   | マルコ・クンプ                       | スロベニア                                      |
| 11     | クラシカ・プリマベーラ                                           | 1.1      | サムエル・サンチェス                 | エウスカルテル・エウスカディ                    |
| 21-28  | ツアー・オブ・ターキー                                           | 2.HC     | ジョヴァンニ・ヴィスコンティ         | ISD・ネーリ                                     |
| 13     | パリ〜カマンベール                                               | 1.1      | セバスティアン・ミナール             | コフィディス                                    |
| 14     | ブラバントス・パイル                                             | 1.1      | セバスティアン・ロスレル             | チーム・レディオシャック                        |
| 14     | ラ・コト・ピカルド                                               | 1.Ncup   | ヴィアチェスラフ・クズネツォフ       | ロシア                                          |
| 14-18  | ブエルタ・ア・カスティーリャ・イ・レオン                         | 2.1      | アルベルト・コンタドール             | アスタナ                                        |
| 14-18  | ツール・デュ・ロワレ＝シェル                                     | 2.2      | ミハイル・アントノフ                 | イテラ・カチューシャ                            |
| 15     | グランプリ・ド・ドネン                                           | 1.1      | ドニ・フラオ                         | ISD・コンチネンタル                             |
| 17     | ツール・デュ・フィニステール                                     | 1.1      | フロリアン・ヴァション               | ブルターニュ・シュレ                            |
| 17     | リエージュ〜バストーニュ〜リエージュ・エスポワール               | 1.2U     | ラムナス・ナワルダウスカス           | VC・ラ・ポム                                    |
| 17     | ZLMツアー                                                        | 1.Ncup   | アルマン・カミシェフ                 | カザフスタン                                    |
| 18     | トロ＝ブロ・レオン                                               | 1.1      | ジェレミ・ロワ                       | フランセーズ・デ・ジュー                        |
| 18     | ルント・ウム・デューレン                                         | 1.2      | スヴェン・クラウス                   | チーム・ハランケ.de-エスツェルブロン            |
| 18     | グランプリ・オブ・ドネツク                                       | 1.2      | ヴィタリー・ポプコフ                 | ISD・コンチネンタル                             |
| 20-23  | ジロ・デル・トレンティーノ                                       | 2.1      | アレクサンドル・ヴィノクロフ         | アスタナ                                        |
| 21-25  | グランプリ・オブ・アディゲヤ                                     | 2.2      | ヴィタリー・ポプコフ                 | ISD・コンチネンタル                             |
| 23     | バンヤ・ルカ＝ベオグラード I                                     | 1.2      | ユーレ・ズリムシェク                 | サヴァ                                          |
| 24     | グラン・プレミオ・デ・リョディオ                                 | 1.1      | アンヘル・ビシオソ                   | アンダルシア・カハスル                          |
| 24     | アルノ・ワラールト・メモリアル                                   | 1.2      | ステファン・ファン・ダイク           | ウィレムス・フェランダ                          |
| 24     | バンヤ・ルカ＝ベオグラード II                                    | 1.2      | マテイ・マリン                       | ペルトニナ・プルイ                              |
| 25     | ブエルタ・シクリスタ・ア・ラ・リオハ                             | 1.1      | アンヘル・ビシオソ                   | アンダルシア・カハスル                          |
| 25     | ジロ・デッラッペンニーノ                                         | 1.1      | ロベルト・キセルロフスキ             | リクイガス・ドイモ                              |
| 25     | ロンド・ファン・ノールト＝ホラント                               | 1.2      | ローベルト・ヴァークナー             | スキル・シマノ                                  |
| 25     | イースト・ミッドランズ・インターナショナル・サイクル・クラシック | 1.2      | ミカエル・バーリング                 | グルード & マーストランド-LRØ・ロードギフニング |
| 25     | グラン・プレミオ・デッラ・リベラツィオーネ                       | 1.2U     | ヤン・トラトニク                     | スロベニア                                      |
| 25-5/1 | ツール・ド・ブルターニュ                                         | 2.2      | フランク・ブイエ                     | Bbox ブイグテレコム                             |
| 26-5/1 | ジロ・デッレ・レジオーニ                                         | 2.Ncup   | エンリコ・バッタリン                 |                                                 |
| 27     | スビダ・アル・ナランコ                                           | 1.1      | サンティアゴ・ペレス・フェルナンデス | セントロ・シクリスモ・デ・ロウレ-ロウレタノ     |
| 28-5/2 | ブエルタ・アストゥリアス・フリオ・アルバレス・メンド             | 2.1      | コンスタンティノ・サバリャ           | セントロ・シクリスモ・デ・ロウレ-ロウレタノ     |
| 29-30  | ザ・パスィズ・オブ・キング・ニコラ                               | 2.2      | ウラディミル・コエフ                 | Hemus 1896-Vivelo                               |

### 2010年5月
| 日時  | レース名                                                                           | UCI Rat. | 優勝者                         | チーム名                                              |
| ----- | ---------------------------------------------------------------------------------- | -------- | ------------------------------ | ----------------------------------------------------- |
| 1     | メモリアル・アンドルゼヤ・トロチャノヴスキエゴ                                     | 1.2      | アンドレ・シュルツェ           | PSK・ホワイアールプール＝オーソー                     |
| 1     | グランプリ・デュ・5月1日                                                           | 1.2      | ヤン・キュイクス               | カン・サイクリングチーム                              |
| 1     | ルント・ウム・デン・フィナンツプラッツ・エシュボルン＝フランクフルト               | 1.HC     | ファビアン・ヴェークマン       | チーム・ミルラム                                      |
| 1     | ルント・ウム・デン・フィナンツプラッツ・エシュボルン＝フランクフルト・エスポワール | 1.2U     | ティーモ・テーメル             | KED-ビアンキ・チーム・ベルリン                        |
| 1     | グランプリ・アーニング                                                             | 1.1      | アレックス・ラスムセン         | Template:SAX                                          |
| 1     | メイヤーカップ                                                                     | 1.2      | ズソルト・デル                 | パルティザン・スルビヤ                                |
| 1     | GP・インドゥストリア & アルティジャナート・ディ・ラルチアーノ                      | 1.1      | ダニエーレ・ラット             | カルミオーロ・A・スタイル                             |
| 1     | ロンド・ファン・オヴェライセル                                                     | 1.2      | ヨブ・フィセルス               | スキル・シマノ                                        |
| 2     | メモリアル・オレグ・ディアチェンコ                                                 | 1.2      | アレクサンドル・ミロノフ       | イテラ・カチューシャ                                  |
| 2     | チルキュイト・デル・ポルト                                                         | 1.2      | マルコ・アミカビーレ           | デリオ・ガッリーナ                                    |
| 3     | グランプリ・ド・モスクワ                                                           | 1.2      | エサド・ハサノヴィチュ         | パルティザン・スルビヤ                                |
| 5-9   | ダンケルク4日間レース                                                              | 2.HC     | マルティン・エルミガー         | Ag2r・ラ・モンディアル                                |
| 5-9   | ファイブ・リングス・オブ・モスコー                                                 | 2.2      | セルゲイ・フィルサノフ         | セントル・レトニ・ヴィドフ・スポルタ                  |
| 7-9   | シュラキエム・グロドゥヴ・ピアストヴキチュ                                         | 2.1      | マレク・ルトキエヴィチュ       | ムルス・アクティヴ・イェト                            |
| 8     | スカンディナヴィアンレース・ウプサラ                                               | 1.2      | フィリップ・ニールセン         | チーム・コンコルディア・フォルシクリング-イマーランド |
| 9     | グラン・プレミオ・インドゥストリエ・デル・マルモ                                   | 1.2      | トマス・アルベリオ             | UC・レヴィジアーニ・ディナモン・ボットーリ            |
| 9     | オムロープ・デル・ケンペン                                                         | 1.2      | ステファン・ファン・ダイク     | フェランダス・ウィレムス                              |
| 12    | プロフロンド・ファン・フリスラント                                                 | 1.1      | マルクス・アイヒラー           | チーム・ミルラム                                      |
| 12-16 | フレッシュ・デュ・スュド                                                           | 2.2      | ラーセ・ベフマン               | グルド & マルストランド-LRØ・ロドギフニング           |
| 13-16 | ロヌ-アルプ・イゼール・ツール                                                      | 2.2      | ジェローム・コペル             | ソール・ソジャスュン                                  |
| 14-16 | ツール・ド・ピカルディ                                                             | 2.1      | ベン・スウィフト               | チーム・スカイ                                        |
| 16    | グランプリ・ヤスネイ・グルィ                                                       | 1.2      | ヴィタリー・ポプコフ           | ISD・コンチネンタル                                   |
| 16    | コッパ・チッタ・ディ・ロニーゴ                                                     | 1.2U     | マッテオ・トレンティン         | チーム・マルキオル＝パスタ                            |
| 17-23 | オリンピア・ツアー                                                                 | 2.2      | テイラー・フィニー             | トレック・ライヴストロング U23                        |
| 19-23 | シルキュイ・ド・ロレーヌ                                                           | 2.1      | ファビオ・フェッリーネ         | フートン・セルベット                                  |
| 20-23 | ロンド・ド・リザール                                                               | 2.2U     | ヤニック・エイセン             | PWS・エイセン                                         |
| 21-24 | ツール・ド・ベルリン                                                               | 2.2U     | マルク・ホース                 | サイクリングチーム・ヨ・ピルス                        |
| 23    | ノイセン・クラシックス - ルント・ウム・ディー・ブラウンコーレ                      | 1.1      | ローガー・クルーゲ             | チーム・ミルラム                                      |
| 23-30 | FBD保険・RÁS                                                                       | 2.2      | アレクサンドル・ヴェッターハル | チーム・スプロケット・プロ                            |
| 26-30 | ツール・ド・ベルギー                                                               | 2.HC     | ステイン・デヴォルデル         | クイックステップ                                      |
| 26-30 | バイエルン一周                                                                     | 2.HC     | マキシム・モンフォール         | チーム・HTC - コロンビア                              |
| 28    | グランプリ・ド・タリン＝タルトゥ                                                   | 1.1      | ドニ・フラオ                   | ISD・コンチネンタル                                   |
| 28-30 | ツール・ド・ジロンド                                                               | 2.2      | ジュリアン・ブルジ             | ヴァンデU                                             |
| 28-31 | ツアー・オブ・トラクヤ                                                             | 2.2      | ステファン・ヒストロフ         | ブリサスポル                                          |
| 29    | グランプリ・ヒドラウリカ・ミコラセク                                               | 1.2      | アロイス・カニコヴスキー       | ASC・ドゥクラ・プラハ                                 |
| 29    | グランプリ・ド・プリュムレック＝モルビアン                                         | 1.1      | ウェスリー・ザルツバーガー     | フランセーズ・デ・ジュー                              |
| 29    | SEB・タルトゥ・グランプリ                                                          | 1.1      | タネル・カンゲルト             | エストニア                                            |
| 29    | グランプリ・クランジ                                                               | 1.1      | マテイ・グネズダ               | アドリア・モービル                                    |
| 29-30 | ロガランド・グランプリ                                                             | 2.2      | ヴィタリー・ポプコフ           | ISD・コンチネンタル                                   |
| 30    | ブークル・ド・ロルヌ                                                               | 1.1      | ジャン＝リュク・ドルプシュ     | ブルターニュ・シュレル                                |
| 30    | パリ〜ルーベ・エスポワール                                                         | 1.2U     | テイラー・フィニー             | トレック・ライヴストロング・U23                       |
| 30    | トロフェオ・チッタ・ディ・サン・ヴェンデミアーノ                                   | 1.2U     | ステファノ・アゴスティーニ     | ザルフ・デジレ・フィオル                              |

### 2010年6月
| 日時   | レース名                                                           | UCI Rat. | 優勝者                               | チーム名                                       |
| ------ | ------------------------------------------------------------------ | -------- | ------------------------------------ | ---------------------------------------------- |
| 2      | トロフェオ・アルチーデ・デガスペーリ                               | 1.2      | ソンニ・コルブレッリ                 | ザルフ・デジレ・フィオル                       |
| 2-6    | リンゲリケ・グランプリ                                             | 2.2      | クリステル・ラーケ                   | ジョーカー・ビアンキ                           |
| 2-6    | ツール・ド・ルクセンブルク                                         | 2.HC     | マッテオ・カッラーラ                 | ヴァカンソレイユ                               |
| 5-12   | ツール・ド・ルーマニア                                             | 2.2      | ウラディミル・コエフ                 | ヘムス・1896-ヴィヴェロ                        |
| 6      | メモリアル＝フィリップ・ファン・コニングスロー                     | 1.2      | ドドリス・ホランデルス               | PWS-エイセン                                   |
| 6      | コッパ・デッラ・パーチェ                                           | 1.2      | ファビオ・ピスコピエッロ             | ヴェガ・プレファッブリカーティ・モンタッポーネ |
| 6      | グロサー・プライス・デス・カントン・アールガウ                     | 1.HC     | クリストフ・ファンデワル             | トップスポート・フラーンデレン＝メルカトル     |
| 8-15   | シルクイト・モンタニェス                                           | 2.2      | ファビオ・ドゥアルテ                 | カフェ・ド・コロンビア                         |
| 9-13   | カルパティア・コウリエルス・パス                                   | 2.2U     | アドリアン・ホンキシュ               | ポーランド                                     |
| 10-13  | ヴォルタ・アン・アレンテジョ                                       | 2.2      | ダビ・ブランコ                       | パルメイラス・リゾート                         |
| 10-13  | ロンド・ド・ロワーズ                                               | 2.2      | ストゥヴン・トロネ                   | ルーベ＝リユ・メトロポール                     |
| 11-13  | デルタ・ツアー・ゼーラント                                         | 2.1      | タイラー・ファーラー                 | ガーミン・トランジションズ                     |
| 11-13  | オベレスターライヒルントファールト                                 | 2.2      | レオポルト・ケーニヒ                 | PSK・ホワイアールプール・オーサー              |
| 11-20  | ジロ・ビオ                                                         | 2.2      | カルロス・アルベルト・ベタンコウルト | コロンビア                                     |
| 13     | ヴァル・ディユ・Uクラシック 35                                     | 1.2      | ジミー・カスペール                   | ソール・ソジャスュン                           |
| 14-20  | ツール・ド・セルビー                                               | 2.2      | ルカ・アスカーニ                     | CDC-カヴァリエーレ                             |
| 15-20  | テュリンゲン一周                                                   | 2.2U     | ヨーン・デゲンコルプ                 | テュリンガー・エネルギー                       |
| 16-20  | ステル・エレクトロトゥール                                         | 2.1      | アダム・ハンセン                     | チーム・HTC - コロンビア                       |
| 17-19  | ツアー・オブ・マロポルスカ                                         | 2.2      | ヤツェク・モライコ                   | ムルズ・アクティヴ・ジェット                   |
| 17-20  | スロベニア一周                                                     | 2.1      | ヴィンチェンツォ・ニバリ             | リクイガス・ドイモ                             |
| 17-20  | ルート・デュ・スュド                                               | 2.1      | ダヴィ・モンクティエ                 | コフィディス                                   |
| 17-20  | ブークル・ド・ラ・メイアンヌ                                       | 2.2      | ジェレミー・ガラン                   | ソール・ソジャスュン                           |
| 17-20  | ツール・デ・ペイ・ド・サヴォワ                                     | 2.2      | ニコラス・シュナイダー               | プライス＝カスタム・バイクス                   |
| 18-20  | マインフランケン一周                                               | 2.2U     | マルク・ホース                       | サイクリングチーム＝ヨ・ピルス                 |
| 19     | G.P ノビーリ・ルビネッテリエ - コッパ・パパ・カルロ                | 1.1      | ジャンルカ・ブランビッラ             | コルナゴ＝CSF・イノックス                      |
| 20     | G.P ノビーリ・ルビネッテリエ - コッパ・チッタ・ディ・ストレーザ    | 1.1      | オスカル・ガット                     | ISD・ネーリ                                    |
| 20     | ライファイゼン・グランプリ                                         | 1.2      | マティアス・ブレンドレ               | フートン・セルベット                           |
| 20     | フレッシュ・アルダネーズ                                           | 1.2      | トマ・ドガン                         | フェランダス・ウィレムス                       |
| 23     | ハル＝インホーイヘム                                               | 1.1      | ユルヘン・ファン・デ・ワル           | クイックステップ                               |
| 30     | インテルナティオナル・ウィレルトロフェー・ヨング・マール・ムディフ | 1.2      | スヴェン・ヨトス                     | ベヴェレン2000                                 |
| 30-7/4 | クルス・ド・ラ・ソリダリテ・オリンピック                           | 2.1      | ヤツェク・モライコ                   | ムルズ・アクティヴ・ジェット                   |

### 2010年7月
| 日時   | レース名                                           | UCI Rat. | 優勝者                       | チーム名                                     |
| ------ | -------------------------------------------------- | -------- | ---------------------------- | -------------------------------------------- |
| 3      | オムロープ・ヘット・ニウスブラート・エスポワール   | 1.2      | ヤルル・サロメイン           | ベヴェレン2000                               |
| 4      | ドワルス・ドール・ヘット・ハヘラント               | 1.2      | フレデリック・アモリソン     | ラントバウクレディット                       |
| 4      | ジロ・デッレ・ヴァッリ・アレティーネ               | 1.2      | ヘンリー・フルスト           | スカップ・プレファッブリカーティ・フォレージ |
| 4-11   | オーストリア一周                                   | 2.HC     | リカルド・リッコ             | チェラミカ・フラミニア                       |
| 6      | トロフェオ・チッタ・ディ・ブレシャ                 | 1.2      | マヌエーレ・ボアロ           | トレヴィジャーニ・ディナモン・ボットーリ     |
| 7-11   | トロフェ＝ジョアキン・アゴスティーニョ             | 2.2      | カンディド・バルボザ         | パルメイラス・リゾート＝タヴィラ             |
| 11     | グランプリ・ド・ポンタ＝マルク                     | 1.2      | フランク・ドレスラー         | コンチネンタルチーム・ディフェルダンゲ       |
| 11     | GP・スタット・ヘール                               | 1.2      | ティモシー・デュポン         | ヨング・フラーンデレン＝バウクネヒト         |
| 11     | ジロ・デル・メディオ・ブレンタ                     | 1.2      | ルイジ・メレッタ             | グラニャーノ・スポーティングクラブ           |
| 16     | 欧州選手権・ITT                                    | CC       | アレックス・ダウセット       | イギリス                                     |
| 17-18  | ブエルタ・ア・コムニダ・デ・マドリー               | 2.1      | セルヒオ・パルデリャ         | カルミオーロ-NGC                             |
| 18     | ジロ・デル・カゼンティーノ                         | 1.2      | アンドレア・パスカロン       | ザルフ・デジレ・フィオル                     |
| 18     | 欧州選手権・個人ロード                             | CC       | パヴェル・ガヴロンスキ       | ポーランド                                   |
| 21-25  | ブリクシア・ツアー                                 | 2.1      | ドメニコ・ポッツォヴィーヴォ | コルナゴ＝CSF・イノックス                    |
| 22     | セントラル・ヨーロピアン・ツアー・ギョマエンドレド | 1.2      | アロイス・カニコヴスキー     | ASC・ドゥルカ・プラハ                        |
| 22-25  | シェクレルランド一周                               | 2.2      | エフゲニー・ゲルガノフ       | ヘムス1896-ヴィヴェロ                        |
| 24-26  | クレズ・ブレズ・エリート                           | 2.2      | ジョアン・ル・ボン           | ブルターニュ・シュレル                       |
| 24-28  | ツール・ド・ワロニー                               | 2.HC     | ラッセル・ダウニング         | チーム・スカイ                               |
| 25     | プルエバ・ビリャフランカ・デ・オルディシア         | 1.1      | ゴルカ・イサヒレ             | エウスカルテル・エウスカディ                 |
| 25     | グランプリ・ド・ペランシエ                         | 1.2      | アルノー・ドマル             | CC・ノジャン・スュロワーズ                   |
| 25     | ポメラニア・ツアー                                 | 1.2      | ディルク・ミュラー           | チーム・ヌットリキシオン・シュパルカセ       |
| 27-31  | ドーコラ・マゾヴスカ                               | 2.2      | セバスティアン・フォルケ     | チーム・ヌットリキシオン・シュパルカセ       |
| 28-8/1 | ツール・アルサス                                   | 2.2      | ウィルコ・ケルデルマン       | ラボバンク・コンチネンタル                   |

### 2010年8月
| 日時   | レース名                                                                             | UCI Rat. | 優勝者                           | チーム名                                     |
| ------ | ------------------------------------------------------------------------------------ | -------- | -------------------------------- | -------------------------------------------- |
| 1      | シルクイト・デ・ヘチョ                                                               | 1.1      | フランシスコ・ホセ・パチェコ     | シャコベオ・ガリシア                         |
| 1      | トロフェオ・マッテオッティ                                                           | 1.1      | リッカルド・キアリーニ           | デ・ローザ＝スタック・プラスティック         |
| 1      | ポリノルマンド                                                                       | 1.1      | アンディ・カペル                 | フェランダス・ウィレムス                     |
| 3-7    | ブエルタ・ア・レオン                                                                 | 2.2      | アンヘル・バリェホ               | スペルメルカドス・フロイス                   |
| 4-5    | パリ〜コレーズ                                                                       | 2.1      | ミカエル・ビュファズ             | コフィディス                                 |
| 4-8    | ブエルタ・ア・ブルゴス                                                               | 2.HC     | サムエル・サンチェス             | エウスカルテル・エウスカディ                 |
| 4-8    | デンマーク一周                                                                       | 2.HC     | ヤコブ・フグルサング             | Template:SAX                                 |
| 4-15   | ポルトガル一周                                                                       | 2.1      | ダビ・ブランコ                   | パルメイラス・リゾート                       |
| 5      | グラン・プレミオ・インドゥストリア・エ・コメルチオ・アルティジャナート・カルナゲーゼ | 1.1      | イヴァン・バッソ                 | リクイガス・ドイモ                           |
| 5      | グラン・プレミオ・フォリニャーノ                                                     | 1.2      | ジュリアン・アレドンド           | スカープ・プレファッブリカーティ・フォレージ |
| 5-9    | ツール・デ・ピレネー                                                                 | 2.2      | フローラン・バルル               | AVC・エクサン・プロヴァンス                  |
| 7      | グラン・プレミオ・チッタ・ディ・カマイオーレ                                         | 1.1      | クリストヤン・コレン             | リクイガス・ドイモ                           |
| 8      | スパルカッセン・ジロ・ボーフム                                                       | 1.1      | ニキ・テルプストラ               | チーム・ミルラム                             |
| 8      | トロフェオ・インテツナツィオナーレ・バスティアネッリ                                 | 1.2      | カルメロ・パント                 | グラニャーノ・スポーティングクラブ           |
| 8      | ドワルス・ドール・デ・アントウェペス・ケンペン                                       | 1.2      | アイディス・クルオピス           | パルマン・クラス                             |
| 10-14  | ツール・ド・レン                                                                     | 2.1      | アイマル・スベルディア           | チーム・レディオシャック                     |
| 11-15  | ミ＝アウ・アン・ブルターニュ                                                         | 2.2      | ジャン＝リュク・ドルプシュ       | ブルターニュ・シュレル                       |
| 13     | オランダ・フード・ヴァリー・クラシック                                               | 1.HC     | エドヴァルド・ボアソン・ハーゲン | チーム・スカイ                               |
| 14     | メモリアル・ヘンルィカ・ワサカ                                                       | 1.2      | マリウシュ・ヴィテツキ           | ムルズ・アクティヴ・ジェット                 |
| 14     | グランプリ・ベルトネックスプレス2000                                                 | 1.2      | フルウォイェ・ミホルイェウィッチ | ロボリカ                                     |
| 15     | アントウェルプス・ハヴェンパイル                                                     | 1.2      | ロブ・ホリス                     | パルマンス・クラス                           |
| 15     | プハル・ウズドヴィスク・カルパツキフ                                                 | 1.2      | マレク・ルトキエヴィチュ         | ムルズ・アクティヴ・ジェット                 |
| 16     | グラン・プレミオ・カポダルコ                                                         | 1.2      | エンリコ・バッタリン             | ザルフ・デジレ・フィオル                     |
| 17     | ガラ・チクリスタ・モンタッポーネ                                                     | 1.2      | イルヤ・ゴロドニチェフ           | グラニャーノ・S.C.                           |
| 17     | グランプリ・スタット・ゾッテヘム                                                     | 1.1      | ステファン・ファン・ダイク       | フェランダス・ウィレムス                     |
| 17     | トレ・ヴァッリ・ヴァレジーネ                                                         | 1.HC     | ダニエル・マーティン             | ガーミン・トランジションズ                   |
| 17-20  | ツール・デュ・リムザン                                                               | 2.1      | グスタヴ・ラルソン               | チーム・サクソバンク                         |
| 18     | コッパ・アゴストーニ                                                                 | 1.1      | フランチェスコ・ガヴァッツィ     | ランプレ＝ファルネーゼ・ヴィーニ             |
| 19     | コッパ・ベルノッキ                                                                   | 1.1      | マヌエル・ベッレッティ           | コルナゴ＝CSF・イノックス                    |
| 20-22  | フェストニングストリテット                                                           | 2.2      | ジェシー・アンソニー             | ケリー・ベネフィット・ストラテジーズ         |
| 21     | トロフェオ・メリンダ                                                                 | 1.1      | ヴィンチェンツォ・ニバリ         | リクイガス・ドイモ                           |
| 21     | プハル・ミニストラ・オブロヌィ・ナロドヴェイ                                         | 1.2      | バルトウォミエイ・マティシアク   | CCC・ポルサト・ポルコヴィツェ                |
| 24     | グランプリ・デ・マルブリエル                                                         | 1.2      | ケヴィン・ラコンブ               | スパイダーテック＝プラネット・エナジー       |
| 24-27  | ツール・デュ・ポワトゥ・シャラント                                                   | 2.1      | ジミー・アングルヴァン           | ソール・ソジャスュン                         |
| 24-29  | ジロ・デッラ・ヴァッレ・ダオスタ                                                     | 2.2      | ペトル・イグナテンコ             | イテナ・カチューシャ                         |
| 25     | ドリュイヴェンクルス・オヴェルライス                                                 | 1.1      | ビイェルン・ルクマンス           | ヴァカンソレイル                             |
| 26-29  | シュラキエム・ワルク・マヨラ・フバラ                                                 | 2.2      | トマシュ・キエンディチュ         | CCC・ポルサト・ポルコヴィツェ                |
| 26-30  | ツアー・オブ・ヴィクトリー                                                           | 2.2      | メルト・ムトル                   | ブリサスポル                                 |
| 28     | ジロ・デル・ヴェネト                                                                 | 1.1      | ダニエル・オッス                 | リクイガス・ドイモ                           |
| 29     | シャトルー・クラシック・ド・ランドル                                                 | 1.1      | アントニー・ラヴァール           | Ag2r・ラ・モンディアル                       |
| 29     | スハール・セルス                                                                     | 1.1      | アイディス・クルオピス           | パルマン・クラス                             |
| 29     | ロンド・ファン・ミッデン＝ネデルラント                                               | 1.2      | ウェスレイ・クレーダー           | ラボバンク・コンチネンタル                   |
| 29     | ザグレブ＝リュブリャナ                                                               | 1.2      | マテイ・ムゲルリ                 | ペルトニナ・プトゥイ                         |
| 31-9/7 | ツール・ド・スロヴァキー                                                             | 2.2      | ロベルト・ヴレチェル             | ペルトニナ・プトゥイ                         |

### 2010年9月
| 日時    | レース名                                                   | UCI Rat. | 優勝者                                                | チーム名                                   |
| ------- | ---------------------------------------------------------- | -------- | ----------------------------------------------------- | ------------------------------------------ |
| 5       | ツール・デュ・ドゥプス                                     | 1.1      | ジェローム・コペル                                    | ソール・ソジャスュン                       |
| 5       | ジロ・デッラ・ロマーニャ                                   | 1.1      | パトリック・ジンケヴィッツ                            | ISD-Neri                                   |
| 5       | グランプリ＝ジェフ・シェーレン                             | 1.1      | ラース・ボーム                                        | ラボバンク                                 |
| 5       | メモリアル・ダヴィデ・ファルデッリ                         | 1.2      | ルーク・ダーブリッジ                                  | チーム・ジェイコ＝スキンズ                 |
| 5       | ケルネン・オムロープ・エフト＝スステレン                   | 1.2      | ペーター・スヒュルティング                            | サイクリングチーム・ヨ・ピルス             |
| 5-12    | ツール・ド・ラヴニール                                     | 2.Ncup   | ナイロ・キンタナ                                      | コロンビア                                 |
| 8       | メモリアル＝リック・ファン・ステーンベルヘン               | 1.1      | ミハエル・ファン・スターイエン                        | トップスポート・フラーンデレン＝メルカトル |
| 8-11    | ジロ・デル・フリウーリ＝ヴェネツィア・ジュリア             | 2.2      | ヴェーガル・スターク・ラエンゲン                      | ノルウェー                                 |
| 11      | パリ〜ブリュッセル                                         | 1.HC     | フランシスコ・ベントソ                                | カルミオーロ・NGC                          |
| 11-18   | ツアー・オブ・ブリテン                                     | 2.1      | ミヒャエル・アルバジーニ                              | チーム・HTC - コロンビア                   |
| 12      | クロノ・シャンプノワ                                       | 1.2      | ラスムス・クリスティアン・クアーデ                    | デンマーク                                 |
| 12      | グランプリ・ド・フルミー                                   | 1.HC     | ロマン・フェイユ                                      | ヴァカンソレイユ                           |
| 15      | グランプリ・ド・ワロニー                                   | 1.1      | パウル・マルテンス                                    | ラボバンク                                 |
| 17      | カンピウンスハップ・ファン・フラーンデレン                 | 1.1      | リー・ハワード                                        | チーム・HTC - コロンビア                   |
| 17      | グランプリ・ド・ラ・ソム                                   | 1.1      | マルティン・エルミガー                                | Ag2r・ラ・モンディアル                     |
| 18      | メモリアル・ヴィヴィアーナ・マンセルヴィージ               | 1.1      | フランチェスコ・キッキ                                | リクイガス・ドイモ                         |
| 19      | GP・インドゥストリア & コメルチオ・ディ・プラート          | 1.1      | ディエゴ・ウリッシ                                    | ランプレ＝ファルネーゼ・ヴィーニ           |
| 19      | グランプリ・ディスベルグ                                   | 1.1      | アレクセイス・サラモティンス                          | チーム・HTC - コロンビア                   |
| 19      | トロフェオ・ジャンフランコ・ビアンキン                     | 1.2      | ロベルト・ヴレツェル                                  |                                            |
| 19      | ドゥオ・ノルマン                                           | 1.2      | アルテム・オヴェチュキン アレクサンドル・プリューシン | チーム・カチューシャ                       |
| 22      | オムロープ・ファン・ヘット・ハウトラント・リフテルヴェルデ | 1.1      | ステファン・ファン・ダイク                            | フェランダス・ウィレムス                   |
| 24-26   | ツール・デュ・ジェヴォダン・ラングドック＝ルシヨン         | 2.2      | ジェローム・コペル                                    | ソール・ソジャスュン                       |
| 25      | メモリアル・マルコ・パンターニ                             | 1.1      | エリア・ヴィヴィアーニ                                | リクイガス・ドイモ                         |
| 25      | プラハ＝カルロヴィ・ヴァリ＝プラハ                         | 1.2      | アンドレアス・シリンガー                              |                                            |
| 26      | ツール・ド・ヴァンデ                                       | 1.HC     | コルド・フェルナンデス                                | エウスカルテル・エウスカディ               |
| 26      | ジロ・ディ・トスカーナ                                     | 1.1      | ダニエーレ・ベンナーティ                              | リクイガス・ドイモ                         |
| 28      | ルオータ・ドーロ                                           | 1.2      | フランチェスコ・ボンジョルノ                          | チーム・フトゥラ＝マトリカルディ           |
| 30-10/3 | シルキュイ・フランコ＝ベルヘ                               | 2.1      | アダム・ブライス                                      | オメガファーマ・ロット                     |

### 2010年10月
| 日時 | レース名                                                 | UCI Rat. | 優勝者                         | チーム名                   |
| ---- | -------------------------------------------------------- | -------- | ------------------------------ | -------------------------- |
| 1-3  | シントゥロ・デ・レムポルダ                               | 2.2      | ホセ・エラダ                   | カハ・ルラル               |
| 2    | ピッコロ・ジロ・ディ・ロンバルディア                     | 1.2      | アレクサンドル・セレブリャコフ | ACS・ルピ＝サン・マリノ    |
| 3    | シュパルカセン・ミュンスターラント・ギーロ               | 1.1      | ヨースト・ファン・レイエン     | ヴァカンソレイユ           |
| 5    | ビンシュ〜トゥルネ〜ビンシュ                             | 1.1      | エリア・ヴィヴィアーニ         | リクイガス・ドイモ         |
| 7    | コッパ・サバティーニ                                     | 1.1      | リカルド・リッコ               | ヴァカンソレイユ           |
| 7    | パリ〜ブールジュ                                         | 1.1      | アントニー・ラヴァール         | Ag2r・ラ・モンディアル     |
| 9    | ジロ・デッレミリア                                       | 1.HC     | ロベルト・ヘーシンク           | ラボバンク                 |
| 10   | グラン・プリモ・ブルーノ・ベゲッリ                       | 1.1      | ダリオ・カタルド               | クイックステップ           |
| 10   | パリ〜ツール                                             | 1.HC     | オスカル・フレイレ             | ラボバンク                 |
| 10   | パリ〜ツール・エスポワール                               | 1.2U     | イェール・ワライス             | ベヴェレン2000             |
| 12   | ナティオナル・スリュイテングプライス＝ピュット＝カペレン | 1.1      | アダム・ブライス               | オメガファーマ・ロット     |
| 14   | ジロ・デル・ピエモンテ                                   | 1.HC     | フィリップ・ジルベール         | オメガファーマ・ロット     |
| 17   | クロノ・デ・ナシオン                                     | 1.1      | デヴィッド・ミラー             | ガーミン・トランジションズ |

## 総合成績
| 順位 | 選手名                       | 国籍     | ポイント |
| ---- | ---------------------------- | -------- | -------- |
| 1.   | ジョヴァンニ・ヴィスコンティ | イタリア | 787      |
| 2.   | ステファン・ファン・ダイク   | オランダ | 653      |
| 3.   | リカルド・リッコ             | イタリア | 569      |
| 4.   | ドメニコ・ポッツォヴィーヴォ | イタリア | 493      |
| 5.   | ロマン・フェイユ             | フランス | 482      |
| 6.   | マルコ・マルカート           | イタリア | 457      |
| 7.   | イェンス・ククレイル         | ベルギー | 378      |
| 8.   | セルヒオ・パルディリャ       | スペイン | 363      |
| 9.   | フランシスコ・ベントソ       | スペイン | 361      |
| 10.  | エンリコ・ロッシ             | イタリア | 360      |